# Kromfohrländer
Le kromfohrländer est une race de chien de compagnie originaire d'Allemagne, dont le nom évoque le lieu-dit d'où il est originaire :  krom Fohr, dans la ville de Siegen en Rhénanie-du-Nord-Westphalie.

## Historique
La race aurait été développée après la Seconde Guerre mondiale, par une éleveuse allemande, Mme Ilse Scheifenbaum, à la suite d'un croisement entre un grand griffon vendéen et un fox-terrier à poil dur. Le kromfohrländer fut reconnu au niveau international dès 1955,.

## Type général
- Taille : 38 à 46 cm
- Poids : environ 15 kg

## Caractère
Le kromfohrländer est un chien vif affectueux robuste fidèle et docile. Assez obéissant, c'est un bon chien de chasse, mais aussi de garde et de compagnie.Il aime jouer avec sa famille et ses congénères 